# Dante Gianello
Dante Gianello (Chiesa, 26 de marzo de 1912 - 14 de noviembre de 1992) fue un ciclista italiano de nacimiento pero nacionalizado francés el 22 de enero de 1931. Fue profesional entre 1935 y 1945, consiguiendo 30 victorias.
Su carrera profesional acabó tràfigament cuando en el transcurso del Gran Premio del Desembarco del Sur que se celebró el 15 de agosto de 1945 un jeep americano lo embistió a la entrada de Marsella. De resultas del choque perdió una pierna.

## Palmarés
- 1935
  - 1º en el Gran Premio Peugeot a Mulhouse
  - 1º en la Niza-Tolón-Niza
- 1938
  - 1º en la carrera de la cota de Mont Faron
  - 1º en el Circuito del Ventor
  - Vencedor de una etapa en el Tour del Sudeste
  - Vencedor de una etapa en el Tour de Francia
- 1939
  - 1º en el Tour de Vaucluse
  - 1º en el Gran Premio de la Costa Azul
  - 1º en los Boucles de Sospel
  - Vencedor de una etapa en el Tour del Sudeste
- 1940
  - 1º en el Gran Premio de la Costa Azul
  - 1º en el Gran Premio del Pays Grassois
- 1941
  - 1º en el Gran Premio de Niza
  - 1º en el Circuito de Midi y vencedor de una etapa
  - 1º en la Vichy-Limoges
- 1942
  - 1º en la Limoges-Vichy-Limoges y vencedor de una etapa
  - 1º en la Copa Marcel Vergeat
  - 1º en el Circuito de Mont Chauvé
  - 1º en Brive-la-Gaillarde
  - 1º en los Boucles del Bajo Lemosín
  - Vencedor de una etapa del Circuito del Ventor
- 1943
  - 1º en la Saint-Etienne-Lyon
  - 1º en el Gran Premio de los Alpes
- 1945
  - 1º en el Circuito de las Villas de agua de Auvernia
  - 1º en el Circuito de Midi y vencedor de una etapa
  - 1º en el Gran Premio 'la Marsellaise lleva Centro' a Limoges

### Resultados al Tour de Francia
- 1935. 21º de la clasificación general
- 1936. Abandona (7ª etapa)
- 1938. 10º de la clasificación general y vencedor de una etapa
- 1939. 11º de la clasificación general

### Resultados a la Vuelta en España
- 1942. Abandona (1º etapa)